# Думитрешти (Олт)
Думитрешти (рум. Dumitrești) насеље је у Румунији у округу Олт у општини Вергуљаса. Oпштина се налази на надморској висини од 153 m.

## Становништво
Према подацима из 2002. године у насељу је живело 1049 становника, од којих су сви румунске националности.